# Ksenija Pljaskina
Ksenija Pljaskina (belarussisch Ксенія Пляскіна, russisch Ксения Пляскина; * 8. April 1989) ist eine belarussische Biathletin.
Ksenija Pljaskina bestritt ihre ersten internationalen Rennen im Rahmen der Biathlon-Europameisterschaften 2009 in Ufa, wo sie 19. des Einzels, 28. des Sprints und 25. der Verfolgung wurde. Bei den Junioren-Wettbewerben der Sommerbiathlon-Weltmeisterschaften 2009 in Oberhof nahm die Belarussin sowohl an den Wettbewerben im Crosslauf wie auch auf Skirollern teil und wurde bei ersteren 14. im Sprint und Zehnte der Verfolgung, bei letzteren 26. des Sprints. Im Verfolgungsrennen wurde sie überrundet und damit aus dem Rennen genommen. 2009 debütierte Pljaskina im Rahmen eines Rennens des IBU-Cups in Obertilliach auch bei den Frauen im Leistungsbereich und wurde in ihrem ersten Sprint 63. Es folgte die Teilnahme an den Junioren-Weltmeisterschaften 2010 in Torsby, bei denen sie 42. im Einzel wurde, 20. des Sprints und in der Verfolgung den 34. Platz erreichte. Bei den wenig später stattfindenden Biathlon-Europameisterschaften 2010 in Otepää lief Pljaskina nicht bei den Juniorinnen, sondern bei den Frauen und lief auf die Ränge 44 im Einzel, 48. im Sprint und 40 im Verfolgungsrennen.